# André, o Lausíaco
André, chamado o Lausíaco (em grego: Ἀνδρέας o Λαυσιακός; romaniz.: Andreas, o Lausiakos; m. 518) foi um cubiculário bizantino que exerceu ofício no reinado dos imperadores Anastácio I (r. 491–518) e Justino I (r. 518–527). Em 518, participou da conspiração de Amâncio para derrubar Justino e instalar o doméstico Teócrito, porém, ambos foram capturados e mortos. Foi um monofisista e opôs-se às políticas religiosas de Justino; Conde Marcelino menciona-o como maniqueísta. Foi mais tarde considerado, junto com Amâncio, um mártir monofisista. Quiçá foi dono de uma propriedade em Constantinopla que mais tarde ficou conhecida por seu nome.